# Aad de Mos
Adriaan de Mos (Hága, 1947. március 27. –) holland labdarúgó-menedzser, edző.

## Pályafutása

### Játékosként
De Mos szülővárosa klubjának, az ADO Den Haagnak az utánpótlás csapataiban, valamint alacsonyabb osztályú holland klubokban futballozott. Az 1972–1973-as idényben húsz mérkőzésen lépett pályára az Excelsior csapatában a holland élvonalban. Labdarúgó karrierje végeztével először az Ajaxnál Leo Beenhakker segítőjeként kezdett el edzősködni.

### Edzőként
1982-ben Kurt Linder távozása után De Most nevezték ki az Ajax vezetőedzőjének; az Ajaxszal 1982 és 1985 között két holland bajnoki címet és egy holland kupagyőzelmet ünnepelt. 1986-ban a belga élvonalbeli KV Mechelen edzője lett, a csapattal 1987-ben belga kupagyőztes lett, a következő idényben pedig az Kupagyőztesek Európa-kupája döntőjében korábbi klubja, az Ajax ellen hódította el a KEK-serleget, majd 1989 februárjában a PSV Eindhoven csapata ellen elnyerte az UEFA-szuperkupát is. A Mechelennel 1989-ben belga bajnok lett, az idény végeztével az Anderlecht csapatához szerződött. Első idényében az Anderlechtet is a KEK-döntőig vezette, azonban a fináléban hosszabbítás után a Sampdoria diadalmaskodott. 1991-ben belga bajnoki címet szerzett az Anderlechttel. 1993 és 1995 között a holland PSV, 1995 és 1996 között pedig a német élvonalbeli Werder Bremen edzőjeként dolgozott. 1999-ben a japán Urava Red Diamonds csapatát irányította. 2000 és 2002 között ismét a Mechelen vezetőedzőjének nevezték ki, amellyel 2002-ben megnyerte a belga másodosztályú bajnokságot, így visszajuttatva a Mechelent a belga élvonalba. De Mos 2003-ban Szaúd-Arábiában az Ál-Hilál csapatánál vállalt munkát, valamint 2004 és 2005 között az Egyesült Arab Emírségek válogatottjának szövetségi kapitánya volt; a csapattal részt vett a 2004-es Ázsia-kupán. 2006-ban visszatért Európába, ahol a holland Vitesse és a görög Kavála csapatainál dolgozott. Utolsó vezetőedzői megbízatását 2010-ben a holland élvonalbeli Sparta Rotterdam csapatánál kapta; a csapatot nem tudta megmenteni a kieséstől a másodosztályba, a következő idény előtt távozott.

## Sikerei, díjai

### Edzőként
- Ajax
- Holland bajnok: 1982–1983, 1984–1985
- Holland kupagyőztes: 1982–1983
- Mechelen
- Belga bajnok: 1988–1989
- Belga másodosztályú bajnok: 2001–2002
- Belga kupagyőztes: 1986–1987
- Kupagyőztesek Európa-kupája: 1987–1988
- UEFA-szuperkupa: 1988
- Anderlecht
- Belga bajnok: 1990–1991